# Gimnosofistas
Gimnosofistas ou ginosofitas (γυμνοσοφισταί, gymnosophistai, "filósofos nus" ou "sofistas nus") é o nome dado pelos gregos a certa filosofia indiana antiga que buscava o asceticismo ao ponto de considerar alimentos e roupas como prejudiciais à pureza de pensamento (sadhus ou yogis) e também até mesmo padres nus da Etiópia.

## Antiguidade
O termo é usado pela primeira vez por Plutarco no século I, ao descrever um encontro entre Alexandre, o Grande e dez gimnosofistas perto das margens do rio Indo, na Índia:
Ele [Alexandre] capturou dez dos Gimnosofistas que tinham feito de tudo para fazer os Sabas se revoltarem causando grandes problemas para os macedônios. Estes filósofos tinham a fama de serem inteligentes e concisos ao responderem perguntas, e, portanto, Alexandre fez perguntas bastante difíceis a eles declarando que seria condenado à morte o primeiro que respondesse errôneamente a uma pergunta e assim sucessivamente; em seguida, ordenou a um deles, o mais velho de todos, para ser o juiz no concurso. A primeira pergunta era o que seria mais numeroso, os vivos ou os mortos, ao que um filósofo disse ser os vivos, já que os mortos já não existem mais. A segunda pergunta era o que produzia as maiores bestas, a terra ou os mares, ao que o segundo filósofo disse ser a terra, uma vez que os mares eram parte da terra. A terceira pergunta era qual seria o animal mais astuto, ao que o terceiro filósofo disse: "Aquele que até este momento o homem não descobriu." A quarta pergunta era por que eles induziram os Sabas a se revoltarem, ao que o quarto filósofo respondeu: "Porque eu queria que eles vivessem nobremente, ou então morressem nobremente". A quinta pergunta era o que era mais velho, o dia ou a noite, ao que o quinto filósofo respondeu: "O dia, por um dia"; e acrescentou sobre o fato do rei expressar espanto, que as questões difíceis devem ter respostas difíceis. Passando, então, para o sexto filósofo, Alexandre perguntou como um homem poderia ser mais amado; "Se", disse o filósofo, "ele é o mais poderoso e no entanto não inspira medo." Aos três restantes, a um deles foi perguntado como um homem poderia tornar-se um deus, ao que o sétimo filósofo respondeu: "Ao fazer algo que um homem não pode fazer"; aquele que foi perguntado qual era a mais forte, a vida ou a morte respondeu: "A vida, uma vez que ela suporta tantos males." E a última pergunta ao nono filósofo foi quanto tempo um homem deve viver, ao que ele respondeu: "Até que ele não considere a morte como melhor do que a vida." Assim, então, voltando-se para o décimo filósofo e juiz, Alexandre ordenou-lhe dar a sua opinião. O juiz declarou que eles tinham respondido pessimamente, um pior que o outro. "Bem, então", disse Alexandre, "deverás morrer primeiro por dar tal sentença." "Isso não pode ser, ó rei", disse o juiz, "a não ser que tu tenhas dito falsamente que matarias primeiro aquele que respondesse pior."— Plutarco, "Vida de Alexandre", Vidas Paralelas, 64